# Secretaria de Educación Michoacán (SEE)
La Secretaría de Educación del Estado de Michoacán (SEE) es el organismo gubernamental responsable de administrar, coordinar y regular los servicios de educación en la entidad. Su historia se remonta a diversos procesos de centralización y descentralización educativa que han dado forma al sistema educativo actual.

## Historia
La trayectoria de la SEE se vincula con la evolución del sistema educativo en México. En 1833, a nivel nacional, Valentín Gómez Farías fundó la Dirección General de Instrucción Pública, marcando el inicio de la competencia estatal en materia de educación. En Michoacán, el gobernador Melchor Ocampo estableció en 1847 la Junta Directiva de Estudios, que supervisaba la Dirección de Instrucción Pública y la Junta Inspectora de Educación Primaria.
Durante el período de 1921 a 1973, el gobierno federal centralizó las decisiones educativas. Para 1974, se creó en Morelia una Subunidad Administrativa dependiente de la Unidad de Celaya (Guanajuato). Posteriormente, en 1978, inició funciones la Delegación de la Secretaría de Educación Pública (SEP) en Michoacán. En 1983, estas Delegaciones Generales de la SEP se transformaron en Unidades de Servicios Educativos a Descentralizar (USEDES). En Michoacán coexistían la USED federal y la Secretaría de Educación y Servicios Sociales estatal, hasta que el 16 de abril de 1984, un Acuerdo de Coordinación fusionó ambos servicios, creando la Dependencia de Servicios Coordinados de Educación Pública en el Estado.
El 21 de noviembre de 1984, Michoacán se convirtió en entidad piloto en la descentralización educativa al consolidar un acuerdo con la SEP. Posteriormente, en 1992, se publicó el Decreto Presidencial que culminó con la descentralización educativa, basándose en el Acuerdo Nacional de Modernización para la Educación Básica y Normal. Dicho proceso quedó reflejado en la Ley Orgánica de la Administración Pública del Estado de Michoacán de 1996 y en la Ley Estatal de Educación de 1998, que promovió mayor participación estatal en la toma de decisiones educativas.

## Actualidad
Al 5 de marzo de 2025, la SEE, bajo la dirección de Gabriela Molina Aguilar, ha implementado diversas iniciativas dirigidas a la mejora continua del sistema educativo en Michoacán:
- Maratón por la Lectura del 8M: Con motivo del Día Internacional de la Mujer, se lanzó una convocatoria a docentes y estudiantes para promover la lectura y la reflexión en torno a la igualdad y la equidad de género.[6]
- Estrategia "Vive Saludable, Vive Feliz": A partir del 12 de marzo, brigadas de especialistas visitarán escuelas primarias para fomentar hábitos saludables, beneficiando a más de 472 mil estudiantes.[6]
- Inversión en Infraestructura Educativa: Con un monto superior a los 2 mil millones de pesos, se han mejorado más de 304 planteles de bachillerato en el estado, reforzando la calidad de las instalaciones escolares.[7]